# Walter Rodrigo Fleita
Walter Rodrigo Fleita (* 15. července 1976, Buenos Aires) je bývalý argentinský fotbalista, který působil v české Gambrinus lize.
Jako nadějnou posilu si ho do svého týmu přivedlo vedení Hradce Králové, ale během celé sezony odehrál Walter pouze čtyři zápasy a do týmu se neprosadil. V české lize už poté nikdy nehrál.